# 爱丁堡皇家内科医学院
爱丁堡皇家内科医学院（Royal College of Physicians of Edinburgh，RCPE），苏格兰的皇家医師學會。在1681年据皇家特许状成立，最初的21人中有11人来自莱顿大学:652。该医師學會在全世界有12,000名會員。

## 建筑
1704年，该学院在爱丁堡老城获得一处校舍。1775年11月27日，在爱丁堡新城乔治街举行新校舍奠基仪式，建筑师詹姆斯·克雷格:16，直到1830年才完成，但其外部耗资太大，以致没有款项来完成内部，欠下巨额债务，被迫在1841年将未完成的新校舍出售给苏格兰商业银行，并被拆除。

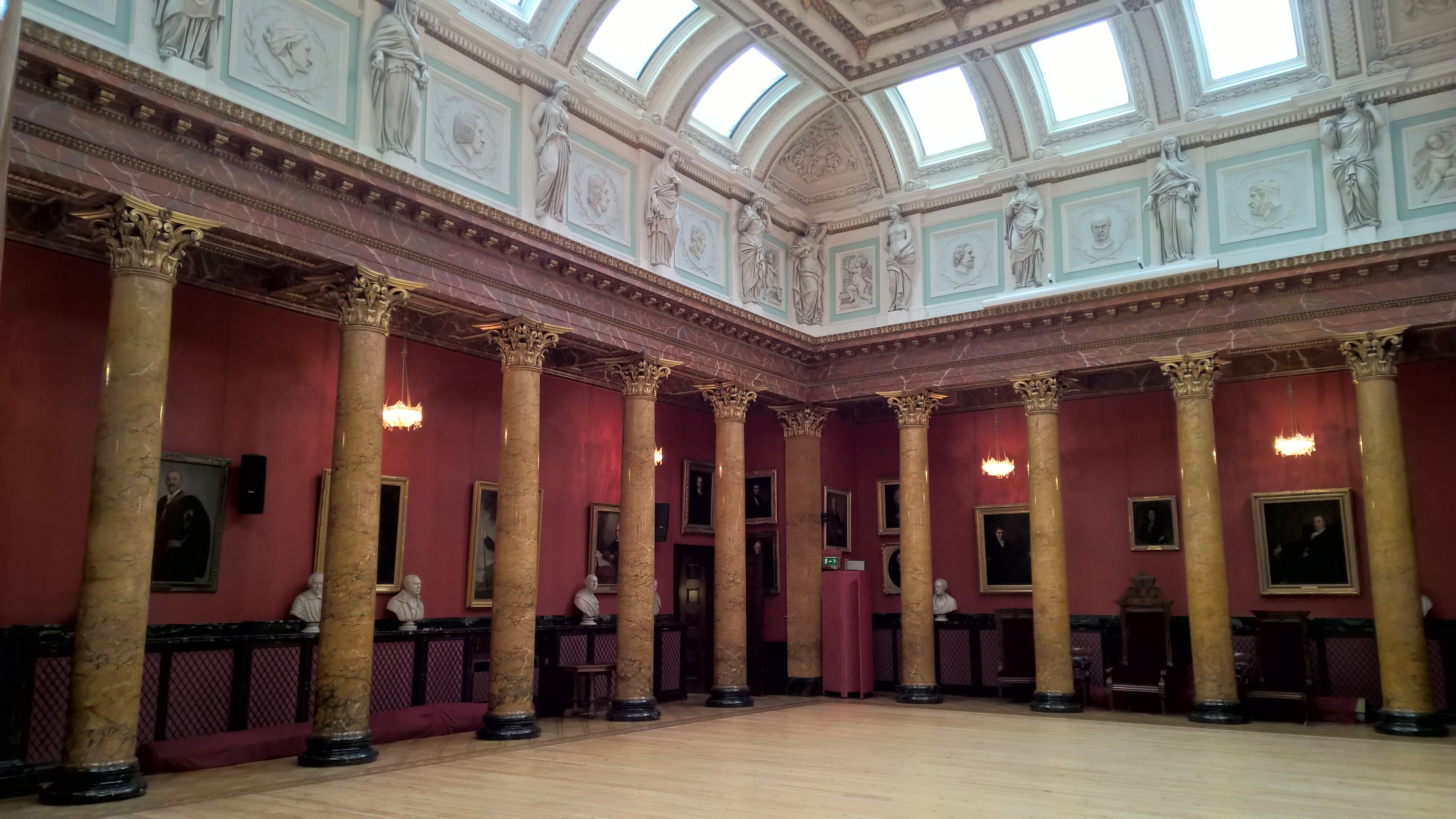
Great Hall

1844年8月8日，该校又在皇后街9号兴建新校舍，由托马斯·哈密尔顿设计，于1846年建成。此后又陆续购入8号（建于1770-71年，1868年购入）以及11、12号（建于1780年，20世纪购入）。

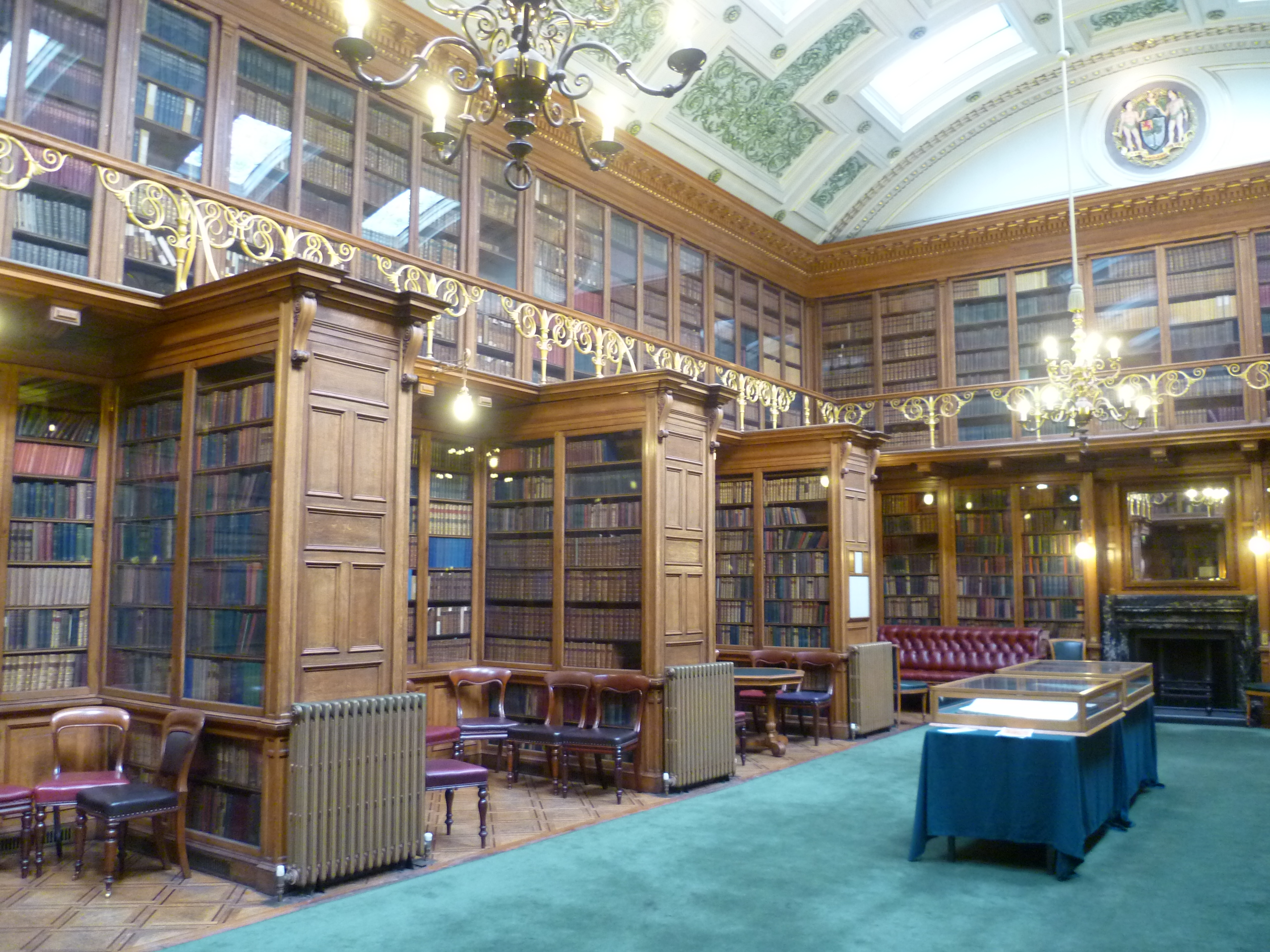
新图书馆